# Arise (album, Sepultura)
Arise je čtvrté studiové album brazilské thrashmetalové kapely Sepultura, vydané v roce 1991 u Roadrunner Records. Po svém vydání získalo album výborné recenze od heavymetalových časopisů, jako jsou Rock Hard, Kerrang! a Metal Forces. Arise je mezi dlouholetými fanoušky považováno za nejlepší album Sepultury. Ačkoli se hudba na Arise nesla převážně ve stejném death/thrashovém stylu jako na předchozím albu Beneath the Remains, bylo zřejmé, že zvuk Sepultury získává experimentální nádech.
Turné (1991–1992), které po albu následovalo, bylo v té době nejdelším turné skupiny čítajícím celkem 220 koncertů v 39 zemích. Během tohoto turné získalo album v Indonésii zlatou desku – první certifikaci kapely v hudebním průmyslu. Na konci turné dosáhlo Arise celosvětově platinových prodejů.

## Seznam skladeb
| Arise          | Arise                     | Arise |
| Pořadí         | Název                     | Délka |
| -------------- | ------------------------- | ----- |
| 1.             | Arise                     | 3:18  |
| 2.             | Dead Embryonic Cells      | 4:52  |
| 3.             | Desperate Cry             | 6:40  |
| 4.             | Murder                    | 3:26  |
| 5.             | Subtraction               | 4:46  |
| 6.             | Altered State             | 6:34  |
| 7.             | Under Siege (Regnum Irae) | 4:52  |
| 8.             | Meaningless Movements     | 4:40  |
| 9.             | Infected Voice            | 3:18  |
| Celková délka: | Celková délka:            | 42:26 |

## Obsazení
- Max Cavalera – zpěv, kytara
- Igor Cavalera – bicí
- Andreas Kisser – kytara
- Paulo Jr. – basa